# نوردوفکا
نوردوفکا (انگلیسی: Nordovka) یک شهرک در شهرستان ملئوزوفسکی استان باشقیرستان کشور روسیه است.